# 1213 км (платформа)
1213 кіломе́тр — пасажирський залізничний зупинний пункт Запорізької дирекції Придніпровської залізниці.
Розташований неподалік від села Обільне Мелітопольський район Запорізької області на лінії Федорівка — Джанкой між станціями Обільна (1 км) та Мелітополь (6 км).
Станом на березень 2020 року щодня шість пар електропоїздів слідують за напрямком Запоріжжя-2/Нововесела/Канцерівка/Вільнянськ/Дніпро-Головний — Мелітополь/Генічеськ, проте не зупиняються.